# Ladislav Konopka
Ladislav Konopka (3. února 1933 Třeboň, Československo – 20. května 2002, Lužnice) byl českobudějovický architekt.

## Život
V roce 1960 vystudoval Fakultu architektury Českého vysokého učení technického v Praze. Poté nastoupil do Stavoprojektu České Budějovice, kde působil až do roku 1991, kdy založil vlastní projektový ateliér Atrium. Mezi jeho realizace patří řada českobudějovických objektů jako Pražské sídliště s obchodním domem Družba a krytým chodníkem; budova Finančního úřadu v Českých Budějovicích (1969, dříve budova Stavoprojektu); pavilon zootechnických disciplín Provozně ekonomické fakulty Vysoké školy zemědělské ve Čtyřech Dvorech (1972); Základní škola Kubatova (1972); Sídliště Za Voříškovým dvorem (1974), letní plovárna na Sokolském ostrově (1993) a další. Mezi realizace mimo České Budějovice patří například soubor projektů „školy v přírodě“ ve Volyni (1987), sportovní hala areál sportovišť v Třeboni (1984) nebo areál motelu Zlatá cihla v Sezimově Ústí (1995). Mnoho z těchto realizací vytvořil se svým spolužákem Aloisem Hlouškem.